# Valaciklovir
Valaciklovir je protivirusna učinkovina, ki se uporablja pri okužbah z virusom herpesa simpleksa in virusom noric. Gre za predzdravilo, ki se in vivo pretvori v aciklovir. Farmacevtsko podjetje GlaxoSmithKline ga trži pod imenoma Valtrex in Zelitrex.  Na tržišču so tudi generična zdravila, v Sloveniji na primer proizvajalcev Lek, Teva, Actavis ...

## Kemizem
Valaciklovir je pridobiva iz naravne proteinogene aminokisline (L)-valin.

## Farmakologija

### Mehanizem delovanja
Protivirusno zdravilo valaciklovir je L-valinski ester aciklovirja. Slednji je nukleozidni analog purina (gvanina). Valaciklovir se v telesu hitro in skoraj popolnoma spremeni v aciklovir in valin, verjetno z  encimom valaciklovir-hidrolaza. Aciklovir po fosforilaciji v  aktivno obliko aciklovir trifosfat zavira sintezo herpesvirusne DNK. Za prvo stopnjo fosforilacije je potrebna aktivnost encima, specifičnega za virus. Pri virusu herpesa simpleksa, virusu noric in Epstein-Barrovem virusu je ta encim virusna timidin-kinaza, ki se nahaja le v celicah, okuženih z virusom. Pri citomegalovirusih se selektivnost ohrani s fosforilacijo; vsaj deloma je posredovana prek fosfotransferaznega genskega  produkta UL97. Aktivacija aciklovirja z encimom, specifičnim za virus, je razlog njegove selektivnosti. Pretvorbo monofosfata v trifosfat dokončajo celične kinaze. Aciklovir trifosfat kompetitivno zavira virusno DNK-polimerazo, posledica vgradnje tega nukleozidnega analoga pa je dokončna zaključitev verige. Tako se ustavi sinteza virusne DNK in onemogoči replikacija virusa.

### Učinkovitost
Aciklovir, aktivni presnovek valaciklovirja, je učinkovit proti več vrstam virusov iz družine herpesvirusov. V vrstem redu učinkovitosti aciklovirja si sledijo:
- virus herpesa simpleksa tip I (HSV-1)
- virus herpesa simpleksa tip II (HSV-2)
- virus noric (VZV)
- Epstein-Barrov virus (EBV)
- citomegalovirus (CMV)

Predvsem je učinkovit proti obema tipoma virusa herpesa simpleksa, v manjši meri pa proti virusu noric. Učinkovitost proti EBV in CMV je omejena, vendar pa so raziskave pokazale, da valaciklovir zniža prisotnost EBV pri bolnikih z akutno mononukleozo ali pa ga povsem izniči, kar se kaže v pomembnem zmanjšanju resnosti simptomov. Neučinkovit je proti latentnim virusom v živčnih ganglijih.

## Klinična uporaba

### Indikacije
Valaciklovir je indiciran za zdravljenje okužb z virusom herpesa simpleksa in virusom noric, vključno z:
- genitalni in oralni herpes simpleks (zdravljenje in preprečevanje)
- zmanjšanje tveganja prenosa okužbe iz osebe z akutno prisotnim herpesom simpleksom na neokužene osebe
- pasovec
- preprečevanje okužb s citomegalovirusom po presaditvi organa
- preprečevanje okužbe s herpesvirusi pri bolnikih z oslabljenim imunskim sistemom (nap. pri bolnikih med kemoterapijo)

### Neželeni učinki
Pogosti neželeni učinki (pojavijo se pri več kot 1 % bolnikov) so enaki kot pri aciklovirju in vključujejo: navzejo (siljenje na bruhanje), bruhanje, drisko in glavobol. Občasni neželeni učinki (pri 0,1–1 % bolnikov) so: razdraženost, vrtoglavica, zmedenost, omotica, edem, bolečina v sklepih, vneto žrelo, zaprtje, bolečina v trebuhu, izpuščaj, slabotnost in/ali ledvične motnje. Redki neželeni učinki (pri manj kot 0,1 % bolnikov) so: koma, krči, nevtropenija, levkopenija, tremor (tresavica), ataksija, encefalopatija, psihotične motnje, kristalurija, neješčnost, utrujenost, hepatitis, Stevens-Johnsonov sindrom, toksična epidermalna nekroliza in anafilaksa.